# ビバ!タカラジェンヌ
ビバ!タカラジェンヌは、ラジオ関西で1980年から2023年9月25日まで放送されていた、宝塚歌劇団の情報番組。同局を代表する長寿番組である。
放送時間は2014年4月より月曜の20時から20時30分まで。それ以前は日曜の19時から19時30分までだった。番組開始当初は23時から23時30分までの番組だった時代もある。ただし現在でも選挙特番を放送する場合は放送時間が変更される場合があった。

## 番組の歴史・概要
- パーソナリティは元ラジオ関西アナウンサーの小山乃里子が開始当初から担当。
- たまたま鳳蘭と一緒に仕事をした際に彼女より宝塚の世界を知りファンになったという。
- 全国のラジオ局でも珍しい、宝塚歌劇団のファンをターゲットとした番組。毎回宝塚歌劇団所属の女優（タカラジェンヌ）が1人ずつ登場し(例外あり)、最近出演した舞台やプライベートの話題で盛り上がっていく。
- 人物の紹介に特徴がある。「ゲストは×組の○○○○さん、△△ちゃんです」と必ずニックネームを添えて紹介する(×…所属組名、○○○○…芸名、△△…ニックネーム)。
- 同種の番組としてタカラヅカ・カフェブレークがあるが、同番組は東京宝塚劇場にて上演中の組に所属する男役の出演が大半であるのに対して、OGや現役娘役も出演する。
- 毎月第2日曜日はリスナーからのリクエストに応えて、舞台音源などをオンエアするリクエスト特集となる。
- 毎月第4日曜日はOGをゲストに迎える。OGがゲストの場合も紹介は上記の形で行われる（所属組名については「元×組」となる）。

### 小山の勇退と番組の終焉
2023年3月をもって、小山が勇退。4月からは木村三恵がパーソナリティを務めた。
そして2023年9月25日の放送をもって終了。1980年から始まった当番組は43年以上にわたる番組の歴史に幕を下ろした。

## 関連
- オー・マイアイドル(ラジオ大阪)